# Quinto Quincio Cincinato
Quinto Quincio Cincinato  fue un político y militar romano del siglo V a. C. perteneciente a la gens Quincia.

## Familia
Quincio fue miembro de los Quincios Cincinatos, una de las más antiguas ramas familias patricias de la gens Quincia. Fue hijo del héroe semilegendario Cincinato y de Racilia y hermano de Lucio Quincio Cincinato y Tito Quincio Cincinato Peno.

## Carrera pública
Fue elegido tribuno consular en el año 415 a. C., durante el cual se produjo un desbordamiento del Tíber en territorio de los veyentes y el Senado rechazó emprender guerra alguna por escrúpulos religiosos. El tribuno de la plebe Lucio Decio propuso enviar colonos a Labicum, pero fue vetado por sus colegas. Fue reelegido diez años después, el año del comienzo del sitio de Veyes.